# Teachmaster
Teachmaster – bezpłatny program do nauki słówek dla Windows bazujący głównie na metodzie fiszek. Dzięki obsłudze czcionek TrueType nadaje się on do nauki słownictwa w wielu językach. Teachmaster jest oprogramowaniem typu Freeware. Interfejs programu dostępny jest w 14 językach – w tym w języku polskim.

## Zasada funkcjonowania
Teachmaster składa się z czterech modułów: Edytor, Nauka słówek, Konwersja plików oraz Quiz.
1. W module Edytor wprowadza się słówka – dokonuje się tego hierarchicznie w postaci tzw. lekcji. Każde słówko, będące odrębnym rekordem danej lekcji, opisane jest w ramach maksymalnie pięciu pól danych: lekcja, język 1, język 2, synonim(y) oraz uwagi. Dzięki różnym funkcjom dostępnym w Edytorze możliwe jest przyjazne zarządzanie oraz organizowanie słownictwa.
2. W module Nauka słówek odbywa się właściwe przyswojenie leksyki. Zimplementowano wiele metod nauki słownictwa. Na szczególną uwagę zasługują znana metoda fiszek oraz nieco mniej rozpowszechniona metoda intensywna patience, nadająca się do opanowywania słówek, których zupełnie nie znamy. Dzięki wbudowanym funkcjom statystycznym użytkownik jest w stanie kontrolować oraz analizować długoterminowy przyrost wiedzy leksykalnej. Istnieje także możliwość samodzielnego wykonania lub przyporządkowania nagrań własnej wymowy wprost z poziomu aplikacji.
3. Moduł Konwersja plików umożliwia osiągnięcie kompatybilności Teachmastera z innymi programami. Dzięki obsłudze formatu CSV możliwy jest np. import/eksport danych z arkuszy kalkulacyjnych typu Excel lub OpenOfficeCalc.
4. Moduł Quiz jest prostym testem wielokrotnego wyboru (multiple choice).

## Szczegóły techniczne
Aplikacja napisana została w języku C++ z wykorzystaniem pakietu Borland C++ Builder. Format plików *.vok2, w którym zapisywane są słówka, bazuje na składni XML.
Interfejs programu jest rozwiązaniem wielojęzycznym (standardowo podstawowa wersja instalacyjna dostarczana jest w językach niemieckim oraz angielskim). Poprzez zastosowanie odpowiednich dodatkowych plików interfejsu możliwe jest także wybranie innych języków (odpowiednie pliki można pobrać ze strony głównej programu).
Z uwagi na obsługę czcionek TrueType możliwa jest nauka prawie wszystkich języków, w tym języków zawierających tzw. znaki specjalne (język czeski, język polski, język rosyjski, język chorwacki, język grecki itd.).
Program działa we wszystkich wersjach Windows począwszy od wersji 95. Dzięki środowisku Wine możliwe jest także uruchomienie w systemie Linux.

## Odwołania do psychologii nauki języków obcych
Obie wspomniane metody nauki słownictwa – „metoda fiszek” oraz metoda intensywna „Patience” bazują na teoriach glottodydaktycznych zawartych w książce „Tak nauczysz się uczyć” autorstwa Sebastiana Leitnera. Idee przewodnie tego dzieła bazują na następujących założeniach:
1. Należy uczyć się tylko nieznanych słówek, a nie już wcześniej opanowanych (idea selektywności).
2. Nauka powinna odbywać się w optymalnych odstępach czasowych (idea powtarzania).

Powyższe wytyczne można wprawdzie zrealizować także poprzez korzystanie z klasycznych fiszek, odpowiedniego pudełka z przegródkami oraz zwykłego ołówka, jednak rozwiązanie bazujące na wykorzystaniu oprogramowania umożliwia zautomatyzowanie wszelkich tych czynności oraz ich całościową integrację funkcjonalną na zasadzie pojedynczego naciśnięcia odpowiedniego klawisza.
Więcej szczegółów dotyczących psychologii nauki słownictwa można znaleźć w odrębnym rozdziale podręcznika użytkownika programu Teachmaster (także w języku polskim), dostępnego na stronie domowej tej aplikacji.

## Przydatność dydaktyczna oraz wykorzystanie programu
Przy opanowaniu wystarczających podstawowych umiejętności posługiwania się komputerem program może być z powodzeniem wykorzystywany począwszy od piątej klasy szkoły podstawowej. Obok uczniów i studentów aplikacja znajduje szerokie zastosowanie także w przypadku starszych grup wiekowych uczących się języków obcych oraz ewentualnie także w przypadku samouków, którzy chcieliby efektywnie opanować poznawane słownictwo.
Aplikacja jest wykorzystywana w Niemczech, Austrii oraz Szwajcarii – zwłaszcza w szkolnictwie. Dzięki wielojęzycznemu interfejsowi program znalazł także szeroką rzeszę użytkowników na całym świecie.

## Dokumentacja oraz wsparcie techniczne
Na stronie domowej Teachmastera znajdują się wyczerpujące wielojęzyczne podręczniki tworzone oraz aktualizowane w oparciu o technologię Wiki. Dostępne są także odpowiednie fora dyskusyjne.